# The Wild and the Innocent
The Wild and the Innocent és una pel·lícula estatunidenca de Jack Sher estrenada el 1959.

## Argument
Un jove tramper, Yancey, deixa les muntanyes i boscos del seu Wyoming natal per anar a vendre pells a la ciutat. En el curs de camí, la jove Rosalie, poc espavilada com ell, s'enganxa a ell. Arriben a la ciutat de Gasper el 4 de juliol, dia de la festa de la Independència. Rodeo, carnaval, ball, concert, la ciutat és en gatzara. Després d'haver dipositat les pells al taulell general, Yancey i Rosalie decideixen canviar els seus parracs per roba nova per participar en les diversions...

## Repartiment
- Audie Murphy: Yancy Hawks
- Sandra Dee: Rosalie Stocker
- Joanne Dru: Marcy Howard
- Gilbert Roland: Xerif Paul Bartell
- Jim Backus: Cecil Forbes
- Peter Breck: Chip
- George Mitchell: Oncle Lije Hawks
- Strother Martin: Ben Stocker
- Edson Stroll: Acòlit